# Albalá
Albalá – gmina w Hiszpanii, w prowincji Cáceres, w Estramadurze, o powierzchni 38,49 km². W 2011 roku gmina liczyła 773 mieszkańców.